# Erik Segerbrandt
Erik Segerbrandt, adlad Segerhjelm, död 29 juni 1709 vid Poltava, var en svensk militär.
Segerbrandt blev volontär vid Helsinge regemente 1676, där han deltog i det skånska kriget 1676–1679. Efter fredsuppgörelsen gick han i utrikes krigstjänst. Vid återkomsten till Sverige blev han volontär vid Livregementet till häst där han steg i de militära graderna, först korpral, kvartermästare, kornett samt löjtnant. Vid striderna runt Klissow 1702 blev han allvarligt skadad. Han blev sårad och tagen som krigsfånge vid Leutenberg. På grund av den tapperhet han uppvisade blev han efter kort tid frigiven. Åter i tjänst blev han ryttmästare vid Livregementet. Han deltog i slaget vid Holowczyn 4 juli 1708 och stupade vid striderna i Poltava 29 juni 1709. Han adlades 1705 men kom inte att introduceras. Eftersom han ej efterlämnade några barn vid sin död utgick hans adliga ätt i samband med hans död. Segerbrandt var gift med Anna Margareta Wetzler (1684–1754), i hennes första gifte. Hon var dotter till överstelöjtnanten Peter Wetzeler.